# Erkki Johansson
Erkki Johansson (ur. 27 lipca 1917 w Wyborgu, zm. 7 października 1984 w Lahti) – fiński zapaśnik walczący w stylu wolnym. Olimpijczyk z Londynu 1948, gdzie zajął dziewiąte miejsce w kategorii do 57 kg.
Czwarty na mistrzostwach świata w 1950. Brązowy medalista mistrzostw Europy w 1946 roku.
Mistrz Finlandii w 1949 i 1950; drugi w 1943, 1945 i 1946; trzeci w 1950 i 1947, w stylu klasycznym. Pierwszy w 1945, 1947 i 1949; drugi w 1943, 1945 i 1948 w stylu wolnym.

## Letnie Igrzyska Olimpijskie 1948
| Konkurencja      | Rundy eliminacyjne   | Rundy eliminacyjne   | Rundy eliminacyjne     | Klas. końcowa |
| Konkurencja      | Przeciwnik I         | Przeciwnik II        | Przeciwnik III         | Miejsce       |
| ---------------- | -------------------- | -------------------- | ---------------------- | ------------- |
| 57 kg styl wolny | Lajos Bencze (HUN) P | Nirmal Bhose (IND) Z | Charles Kouyos (FRA) P | 9.            |